# Technicien aéronautique d'exploitation
Le diplôme de technicien aéronautique d'exploitation (TAE) est une certification professionnelle créée en 2011. C'est donc un titre, reconnu par la CNCP, et enregistré dans le répertoire associé au niveau IV. L'obtention du diplôme se fait à l'issue d'une formation organisée par l'École nationale de l'aviation civile (ÉNAC).

## Historique
La filière TAE existe depuis 1962. Elle s'appelait à l'origine « Agent d'Exploitation ». Le changement de dénomination est intervenu en novembre 2010. Cette formation n'existe plus sous ce format depuis 2017. Désormais elle s'appelle "Flight Dispatcher" et se déroule toujours à l'ENAC.

## Admission
Les TAE sont admis selon trois voies d'accès :
- après la réussite à un concours organisé par l'ÉNAC chaque année ;
- sur dossier pour les candidats présentés par des entreprises travaillant dans le domaine du transport aérien ou des candidats individuels justifiant d’une expérience professionnelle d’au moins deux ans après le Baccalauréat[4] ;
- les élèves du cycle préparatoire au brevet théorique de pilote de ligne (CPATPL) de l'ÉNAC, et qui ne sont pas retenus pour la formation pratique au pilotage, peuvent intégrer cette filière[5].

## Formation à l'ÉNAC
Les études se déroulent sur sept mois à Toulouse ou, à partir de septembre 2012, sur le site « Aerocampus » de Latresne par la voie de l'alternance. Le cursus propose, à parts sensiblement égales, des enseignements généraux du domaine aéronautique et des enseignements pratiques : circulation aérienne, télécommunications et informations aéronautiques, mécanique du vol, navigation, systèmes de bord, météorologie, opérations aériennes, trafic assistance, réglementation du transport aérien, anglais, etc.
Elles se terminent par un stage de quatre semaines dans une entreprise de transport aérien.

## Débouchés
Le technicien aéronautique d'exploitation est chargé de la préparation et de la planification des vols, du traitement des passagers, de la gestion du fret et de la tarification. Il exerce au sein d'une compagnie aérienne ou un organisme chargé de l’exploitation d’un aéroport.

## Personnalité liée
- Bernard Messinese (TSEEAC), Responsable pédagogique de la formation à l'ENAC, détenteur de la licence américaine de Dispatch.
- Norbert Papon (TSEEAC), professeur d'opérations aériennes à l'ENAC, détenteur de la licence américaine de Dispatch.

## Pour approfondir